# UFC 152
UFC 152: Jones vs. Belfort fue un evento de artes marciales mixtas celebrado por Ultimate Fighting Championship el 22 de septiembre de 2012 en el Air Canada Centre, en Toronto, Ontario, Canadá.

## Historia
Rory MacDonald se esperaba para enfrentar al excampeón de dos divisiones B.J. Penn en el evento, pero MacDonald se retiró de la pelea después de sufrir un corte en la frente durante el entrenamiento. La pelea sería reprogramada para el UFC on Fox: Henderson vs. Diaz el 8 de diciembre de 2012.
El reecién llegado a UFC Roger Hollett se espera hacer frente a Matt Hamill, quien regresó de su retiro, en el evento. Sin embargo, Hollett fue obligado a salir de la pelea debido a una disputa contractual y fue sustituido por Vladimir Matyushenko. Luego, el 11 de septiembre de 2012, Matyushenko se retiró de la pelea después de sufrir una rotura en el tendón de Aquiles durante el entrenamiento, y finalmente la pelea Hamill vs. Hollett fue reservada por los directivos del UFC.
La pelea entre Evan Dunham y TJ Grant originalmente iba a ser disputada en la tarjeta principal, pero se retiró de ella, y finalmente se disputó en las preliminares de FX, por razones desconocidas.
Como resultado de la cancelación de UFC 151, la pelea entre Kyle Noke y Charlie Brenneman fue reprogramada para este evento.
Dan Miller se espera hacer frente a Sean Pierson en el evento. Sin embargo, Miller se retiró de la pelea después de recibir noticias acerca de la operación (trasplante de riñón) de su hijo. Fue reemplazado por Lance Benoist.

## Resultados
1. ↑  Por el Campeonato de Peso Semipesado de UFC.
2. ↑  Por el Campeonato Inaugural de Peso Mosca de UFC.

## Premios extra
Cada peleador recibió un bono de $65,000.
- Pelea de la Noche: TJ Grant vs. Evan Dunham
- KO de la Noche: Cub Swanson
- Sumisión de la Noche: Jon Jones